# Rosenlunds IP

Rosenlunds Idrottsplats är en idrottsanläggning på Rosenlund i Jönköping. Anläggningen består av fem elvamanna fotbollsplaner varav en är konstgräs samt en sjumannaplan på gräs. På området finns även omklädningsrum och ett samlingsrum med möjlighet till kioskförsäljning.
Rosenlunds IP är hemmaarena för IK Tord, Assyriska IK, och Jönköping Spartans.